# 佐紀神社 (奈良市佐紀町字西畑)
佐紀神社（さきじんじゃ）は、奈良県奈良市佐紀町（さきちょう）小字西畑にある神社。旧社格は村社。

## 歴史
変遷は明らかではないが、江戸時代に亀畑の佐紀神社より分祀されたものであろうと伝わる。
佐紀西町（旧西畑村）の氏神であり、氏子地域は、神社西側の佐紀町字西畑である。
上六人衆、下六人衆の宮座制度があり、東隣の釣殿神社（旧門外村氏神）とほぼ同じ御祭神、宮座制度を持ち、分祠の時期も江戸時代頃と考えられる。
それ以前は佐紀神社末社大国主神社が鎮座の起源とされている。
二條村と西畑村の度重なる勢力争いにより、佐紀神社を名乗りだすようになったと伝承される。

## 祭神
- 経津主命 - 本殿中央に祀られる[3]。
- 天児屋根命 - 本殿右に祀られる[3]。
- 六御縣神 - 本殿左に祀られる[3]。高市・葛木・十市・志貴・山辺・曽布の六御県に坐す神とみられている[3]。

## 境内

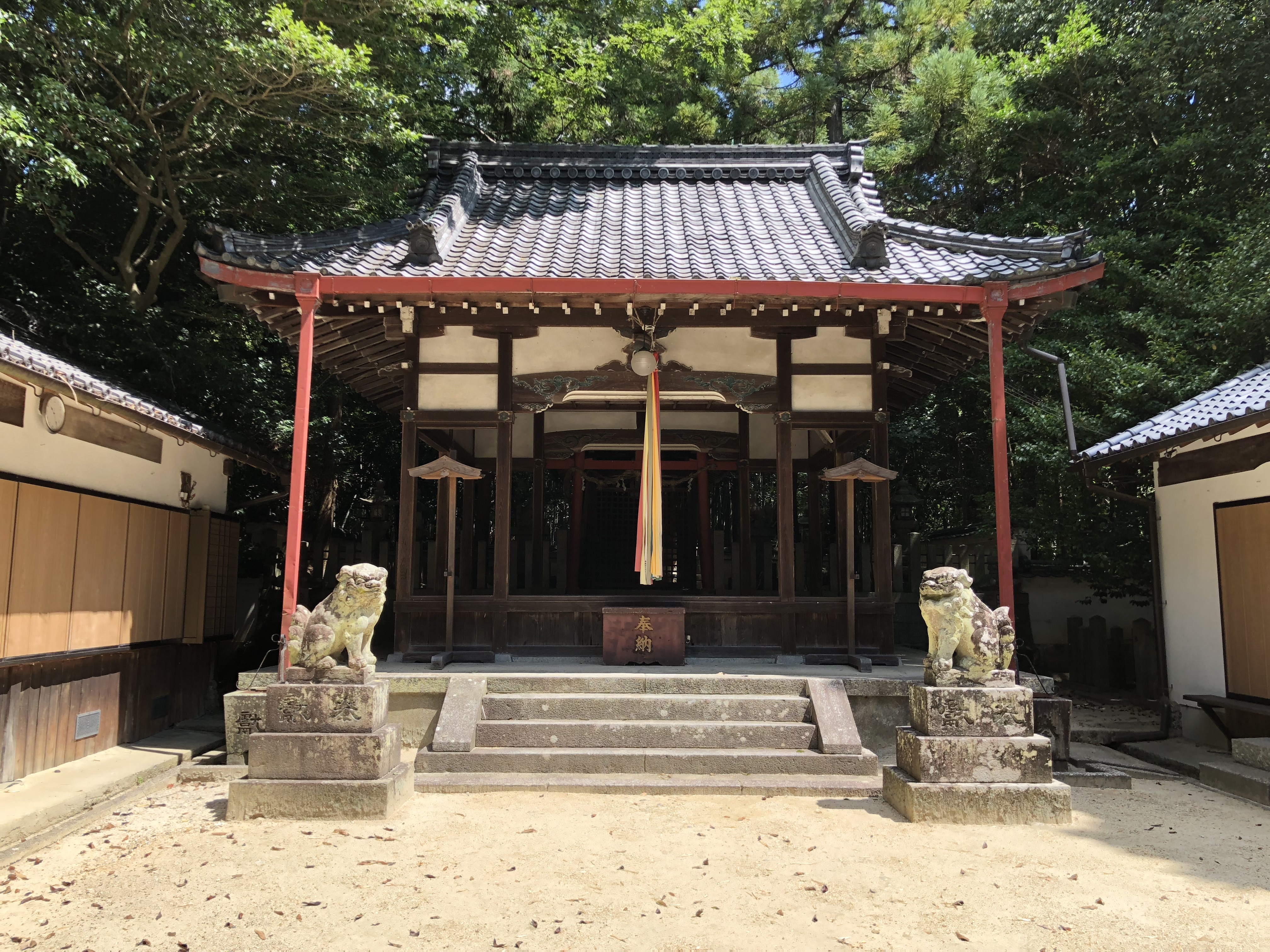
拝殿

### 本殿
一間社流造で桧皮葺。

### 拝殿
入母屋造、本瓦葺で大きさは三間に二間、床板間。

### 水船
嘉永4年（1851年）の銘がある。